# Apollodoros (Diener Kleopatras)
Apollodoros war ein treuer Gefolgsmann der ägyptischen Königin Kleopatra VII. 48 v. Chr. soll er seiner Herrin ermöglicht haben, in den Palast Alexandrias zu Gaius Iulius Caesar zu gelangen und so ihre Position im Machtkampf mit ihrem Bruder Ptolemaios XIII. entscheidend zu stärken.
Als Caesar im Sommer 48 v. Chr. in Alexandria landete, lud er die beiden verfeindeten ptolemäischen Geschwister zu sich, um sich seiner Entscheidung zu unterwerfen. Ptolemaios XIII., der damals mit seiner Armee an der ägyptischen Grenze bei Pelusion einem Heer Kleopatras gegenüberstand, begab sich als erster zu Caesar.
Kleopatra ließ ihren Standpunkt zunächst über Unterhändler vertreten, gelangte aber laut dem Historiker Cassius Dio rasch zur Auffassung, durch ein persönliches Erscheinen den römischen Machthaber mit ihrem Charme und reizendem Aussehen eher für sich einnehmen zu können. Von Caesar erhielt sie die Zusage für eine vertrauliche Unterredung.
Anscheinend versuchte Ptolemaios XIII., seiner Schwester den Zutritt nach Alexandria zu blockieren. Plutarch erzählt von ihrer abenteuerlichen Reise in die ägyptische Hauptstadt. Danach wählte sie sich aus ihrem Gefolge nur einen Vertrauensmann, Apollodoros, der aus Sizilien stammte. Mit ihm begab sie sich auf den Weg nach Alexandria. In dessen Nähe angelangt, soll sie laut dem römischen Dichter Lucan einen Wächter bestochen haben, die Ketten im Hafen von Pharos zu lösen. Jedenfalls gelangte sie auf dem Seeweg in den Hafen Alexandrias, weil sowohl Plutarch wie Lucan berichten, dass sie in einem Nachen unbemerkt in der Nähe des Königspalastes anlegte. Laut Plutarch geschah dies bereits in der Abenddämmerung, und der griechische Biograph führt ferner aus, dass Kleopatra, da sie nicht anders zu Caesar zu gelangen wusste, sich in einen Bettsack oder Teppich legte, den Apollodoros mit Riemen zugeschnürt und an den Wachen vorbei in den Palast getragen habe. So sei es der ägyptischen Königin gelungen, zum römischen Feldherrn vorzudringen und ihn allein schon durch diese kühne Aktion für sich zu gewinnen. Die Glaubwürdigkeit dieser Episode ist in der Forschung umstritten. Historisch ist jedenfalls gesichert, dass Kleopatra durch ihren persönlichen Auftritt Caesars Unterstützung erreichte.
Über Apollodoros ist sonst nichts überliefert.
Die Rolle des Apollodoros verkörperte Stewart Granger in der auf George Bernard Shaws Stück beruhenden Verfilmung Caesar and Cleopatra von 1945 und zeigte sich darin sehr in Kleopatra verliebt. Des Weiteren wurde die Person des Apollodoros von Cesare Danova im Filmklassiker Cleopatra des Jahres 1963 dargestellt, in dem Elizabeth Taylor die ägyptische Königin spielte.